# 托喀依
托喀依（維吾爾語：توقاي‎‎，拉丁维文：toqay，拼音字母：tok̂ay；尉犁维吾尔语及柯尔克孜语称托阔依  tok̂oy，尉犁音：[tʰoqʰo̞j]），作为沙漠绿色走廊是一种主要分布于内流河湾处的乔、灌、草及胡杨混生群系，由芦原湿地、柽柳丛及胡杨林，以及梭梭、沙枣林等群落组成。托喀依绿色走廊在主要分布于和田河ー塔里木河流域，在吉尔吉斯斯坦和土库曼斯坦也有分布。南疆大量“琼托喀依”、“康托喀依”、“某某托喀依”、“某某托库依”村名均指此类生态，部分南疆“阿克托海”地名属老旧年间用哈萨克语对音的地名，也是托喀依。托喀依并非连续分布，而是在河湾处成片出现。傅懋勣记录了塔里木河下游维吾尔渔牧罗布人的如下可数名词用法：
|  | Tok̂k̂us tok̂oy atimbaa. Ottus tok̂oy k̂oyumbaa. 九片儿托阔依上都是俺的马群。三十片儿托阔依上都是俺的绵羊。 |

在汉语中，南疆的托喀依常被译作“树林”、“灌木从”而很少被严格译出“河湾处芦原与乔木、灌木、草丛及胡杨林混生系统”。
北疆的河谷托海（羅馬化：toĝay）则是针叶林或草甸生物群系中的河谷或河滩树林，在吉尔吉斯斯坦及哈萨克斯坦山区亦有分布，北疆大量“某某托海”类地名均指此类群系。尽管语源相同（均指河滩苇原树林混生），二者不应混同，托喀依是沙漠大群系中的树林草丛湿地聚落，而托海位于相对湿润的地区。另外，部分托海可能源于卫拉特语或蒙古语陶亥、套海、托辉或秃怀（汉语拼音字母：tôhôi (tôhô̈ô̈)，东部标准音：[tɔxœː]，卫拉特（新疆）方言：[tɔxɑː]，意思是“河湾子”）的哈萨克语转音。哈萨克斯坦平原区的托海介于北疆的托海和南疆的托喀依之间，内蒙古西部的陶亥更近似塔里木的托阔依。
英语及其他欧洲语言中的林（源于某种o、u倒置的北方突厥语，可能是巴什基尔语、鞑靼语）一般指河岸托喀依或平原托海。在此种意义下，中国有世界上61%的原生林，中亚有31%，剩余的散落在巴基斯坦、中东等地，高加索地区还有少许。

## 生态
生态学中，托喀依是由以芦原为代表的西北内流河湿地生境，以胡杨林为代表的树林生境，以檉柳为代表的灌丛生境及以胀果甘草为代表的草地生境构成的乔灌草带。在和田河汇入塔里木河处附近檉柳丛最为繁茂，塔里木河中下游处胡杨林最为繁茂。
由于塔里木盆干旱平缓，河流历史上多次改道。失去河流回归沙漠的乔灌草及胡杨林群落草本部分逐渐分解殆尽，只剩“生，千年不死；死，千年不倒；倒，千年不腐”的胡杨林遗迹证明着曾繁盛一时的绿洲生境。